# Distrikt Huaura
Der Distrikt Huaura liegt in der Provinz Huaura im Norden der Region Lima im zentralen Westen von Peru. Der Distrikt hat eine Fläche von 484,43 km². Beim Zensus 2017 lebten 34.764 Einwohner im Distrikt. Im Jahr 1993 betrug die Einwohnerzahl 24.615, im Jahr 2007 31.212. Verwaltungssitz ist die Stadt Huaura.

## Geographische Lage
Der Distrikt Huaura liegt am Nordufer des Río Huaura. Er reicht im Westen bis an die Pazifikküste, im Osten über 30 km ins Landesinnere bis an die Ausläufer der peruanischen Westkordillere. Im Nordosten reicht der Distrikt bis zum Flusstal des Río Supe. Im Tiefland wird bewässerte Landwirtschaft betrieben.